# Johann Hermann Sanning
Johann Hermann Sanning (* 23. November 1812 in Emsbüren-Hanwische, Emsland, Königreich Hannover; † 22. Juli 1880 in Cincinnati, Hamilton County, Ohio, USA) war ein deutsch-amerikanischer Baumeister in Cincinnati.

## Familie
Er war eines von sechs Kindern des Zimmermannmeisters und Heuermanns Bernhard Hermann Sanning (1773–1850) und der Anna Adelheid Pieper (1779–1860) und wurde am Tag seiner Geburt in Emsbüren katholisch getauft.
Sanning heiratete 1840 in Cincinnati (Ohio) Maria Catharina Klüsener (* 27. Oktober 1817 in Salzbergen, Emsland, Königreich Hannover; † Cincinnati, Ohio), jüngstes von 8 Kindern des Jan Theodor Klüsener (1770–1841) und der Susanna Maria Dickel (1770–1844). Das Ehepaar hatte die 3 Söhne John (* 1843), Francis (* 1847), Theodore (* 1851) und die Tochter Margaret (* 1855).

## Leben
Sanning kam vor 1840 als junger Mann allein (ohne Eltern) in die USA und lebte zunächst im Warren County (Ohio), bevor er nach Cincinnati zog und dort ein bedeutender Baumeister wurde.
Am 4. Mai 1863 begann Sanning – nach den Plänen des deutsch-amerikanischen Architekten Johann Bast – mit den Bauarbeiten zur St.-Bonifatius-Kirche in Cincinnati (Chase Avenue), und fast termingerecht (1. November) konnte die Kirche nach sechs Monaten am 13. November 1863 geweiht werden.